# Sanharó
Sanharó es un municipio brasileño situado en el estado de Pernambuco. Según el censo de 2022, tiene una población de 18 624 habitantes.
Famoso por llevar el título de una de las mayores cuencas lecheras de Pernambuco, el municipio de Sanharó es conocido como el gran productor y proveedor de queso y leche del estado.
El municipio desempeña un importante papel agroindustrial en la región del Agreste pernambucano, siendo uno de los principales centros de procesamiento de lácteos del estado. Sanharó es conocido en todo el estado de Pernambuco por su tradición y calidad en la producción de quesos y derivados. Posee un gran centro de comercialización localizado sobre la ruta BR-232, que cuenta con una amplia variedad de productos derivados de la leche que van desde productos tradicionales, como el queso coalho, el queso manteiga o el queso mozzarella, hasta quesos sofisticados, como el provolone, el queso Minas o el queso parmesano, entre otros.
El municipio tiene una fuerte tradición en las Fiestas Juninas. Sus fiestas de San Juan se realizan todos los años durante todo el mes de junio.

## Toponimia
El nombre proviene de una especie de abeja negra que se encuentra en este lugar, llamada sanharó, que en la lengua indígena local significa "enojada" o "excitada".

## Historia
Fuentes históricas revelan que el poblamiento de las tierras donde hoy se localiza el municipio tuvo inicio hacia finales del siglo XVIII y fue llevado adelante por los portugueses. Las tierras pertenecían a la sesmaría de Ororubá, donada a José Vieira de Melo. A inicios del siglo XVIII fue fundada la población de Sanharó por José Francisco Leite. En el entorno prosperaban explotaciones ganaderas.
El distrito fue creado por la ley municipal n.º 18 del 12 de noviembre de 1912, subordinado al municipio de Pesqueira. Fue elevado a la categoría de municipio con la denominación de Sanharó por la ley provincial n.º 375 del 24 de diciembre de 1948 y fue instalado el 2 de enero de 1949.